# Çeşme (stad)
Çeşme (Turks voor "fontein"; Grieks: Κρήνη) is een toeristische stad en gelijknamig district aan de Turkse westkust, op circa 80 kilometer van İzmir en 600 kilometer van Istanboel. Het stadje telt 48.167 inwoners (per 2022).

## Geschiedenis
Volgens de Griekse aardrijkskundige en schrijver Pausanias werd al in 700 v.Chr. de eerste nederzetting in het gebied gesticht door de Kretenzer. In 560 v.Chr. werd de nederzetting veroverd door de Lydiërs en later door de Perzen. Het centrum en de haven van de regio vormden in de oudheid Erythrae (het huidige Ildiri).  
Çeşme beleefde haar gouden eeuw in de Middeleeuwen, toen de Republiek van Genua en de Beylik van Aydin een pact sloten om Çeşme als doorvoerhaven voor goederen tussen Azië en West-Europa te gebruiken. 
In 1566 rukten de Ottomanen op en het schiereiland werd een deel van het Ottomaanse Rijk. Na de Ottomaanse verovering verloor Çeşme haar positie als doorvoerhaven. De buitenlandse handelaren en schepen zochten hun heil in het noordelijker gelegen İzmir. Met het vertrek van de handelaren ging het ook bergafwaarts met Çeşme.
In 1770 was de Baai van Çeşme de locatie van de zeeoorlog tussen de Russische en Ottomaanse vloot tijdens de Russisch-Turkse oorlog (1768-1774). Vanaf de 19e eeuw begon Çeşme weer een deel van haar vroegere glans terug te krijgen door de bloeiende handel in fruit, wijn en met name tabak en olijfolie.
Volgens de Ottomaanse volkstelling van 1893 had Çeşme 30.702 inwoners van wie 90% Grieks-Ottomaans was. Na de Eerste Wereldoorlog verhuisden de meeste Grieken naar de Griekse eilanden en werden hun plekken ingenomen door Turken uit Griekenland, Bosnië en Albanië.

## Toerisme
Door haar ligging, klimaat en vele watersport mogelijkheden is Çeşme altijd al een trekpleister voor de welgestelde inwoners van Izmir geweest.  
Vanaf de eeuwwisseling begonnen echter ook welgestelde inwoners van met name Istanbul Çeşme vaker op te zoeken. Als gevolg hiervan zijn er diverse grote infrastructurele projecten verwezenlijkt. Zo is er zowel tussen Izmir en Çeşm, als tussen Istanbul en Izmir een uitstekende snelweg aangelegd. Hierdoor zijn de  reistijden tussen de twee Turkse miljoenen steden van 8 uur teruggebracht naar 3,5-4 uur. Het badplaatsje heeft hierdoor een stormachtig groei meegemaakt. Anno 2022 behoort Çeşme samen met Bodrum tot de meest populaire en exclusieve badplaatsen van Turkije. Haar populariteit heeft ook een keerzijde. Zo behoort onroerendgoed in Çeşme na de Istanboelse districten Besiktas en Sariyer tot de duurste van Turkije en zijn de kosten van levensonderhoud ver boven Turkse gemiddelden.   
In tegenstelling tot veel andere Turkse toeristische plaatsen hebben inwoners en lokale bestuurders getracht om het authentieke karakter te behouden. Dit is met name terug te zien in de typische architectuur. Verder worden exclusieve boetiekhotels gestimuleerd om zich te vestigen, terwijl grote hotelketens en met name "all-inclusive concept" ontmoedigd worden.      
De stad is erg aantrekkelijk voor windsurfers en na een grote renovatie van de jachthaven weten ook jachtbezitters en cruiseschepen Çeşme te vinden.

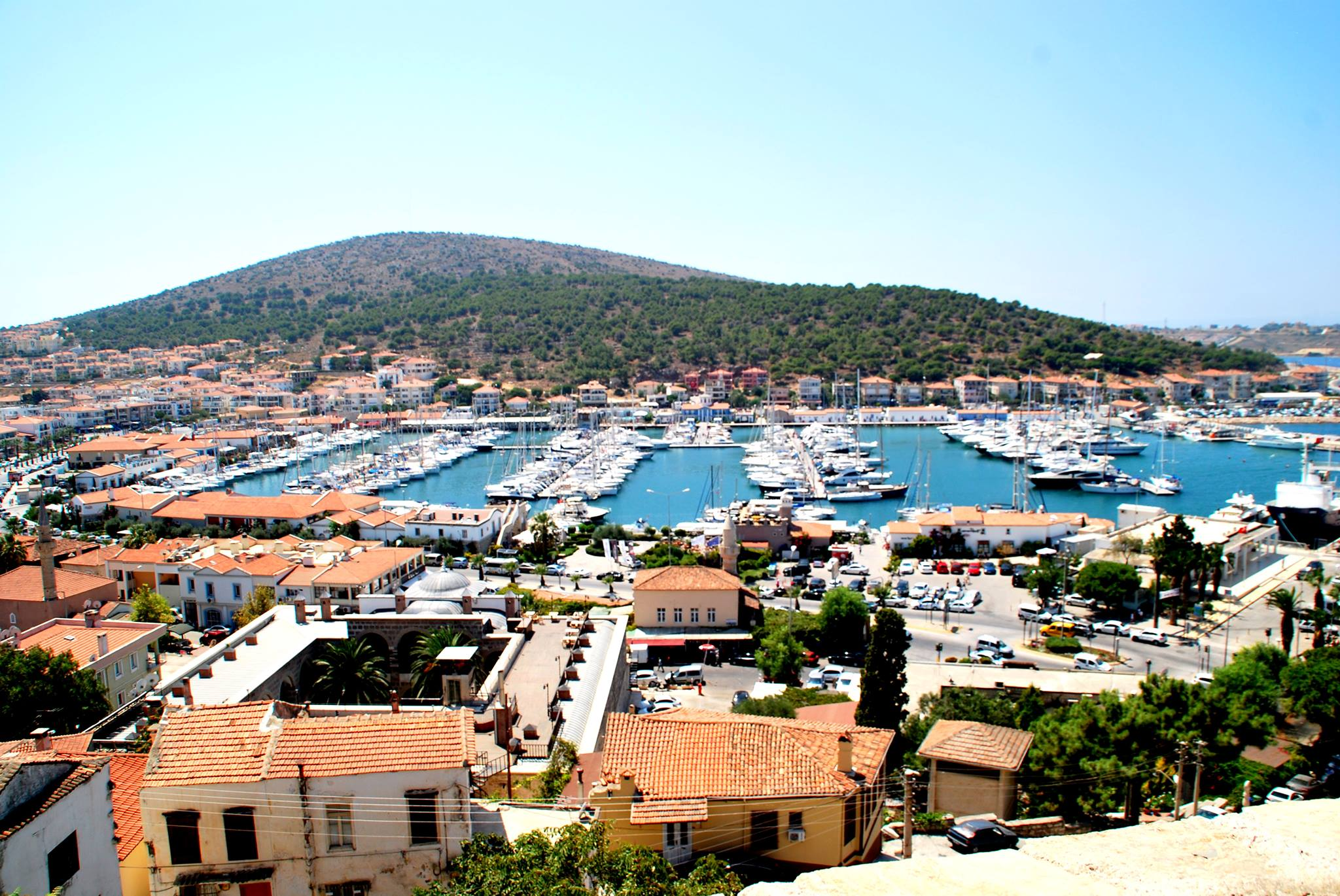
Jachthaven van Çeşme

## Zomer en winter
In de zomer liggen in de haven de miljoenenjachten van de rijken der Turkije en loopt haar inwonersaantal van ca 40.000 op tot 500.000 mensen. Het ooit slaperige stadje ondergaat een ware metamorfose en veranderd met de komst van de vele toeristen in een hippe badplaats met een bruisend nachtleven.   
in de winter zijn veel restaurants en winkels dicht en keert het stadje terug naar de sfeer van vroeger.

## Stranden
Het populairste strand van Çeşme zijn gesitueerd langs de kust in Ilica. Het 2 km lange strand met parelwit zand en helder water trekt jaarlijks vele bezoekers. Het strand biedt een breed scala aan voorzieningen zoals restaurants en cafés aan het water. Daarnaast is er een brede variëteit aan watersporten zoals jetski's en waterskiën beschikbaar. 
Baai van Boyalik
De baai van Boyalik heeft een strand van ca. 5 km. Met name het gedeelte bij Aya Yorgi is zeer rustig en windvrij.
Çiftlikköy
Op 10 km afstand van Çeşme zijn in Çiftlikköy het Pirlanta- (diamant) strand en Altinkum- (gouden zand) strand te vinden.
- Library of Congress Control Number: n83127243
- Nationale Bibliotheek van Israël: 987007555098305171
- Virtual International Authority File: 128511926
- WorldCat: E39PBJdrMV6B7gGM7tM7JhqWjC